# Oliver Haurits
Oliver Haurits (født 12. december 2000 i Viborg) er en dansk fodboldspiller, der spiller for den islandske klub Handknattleiksfélag Kópavogs (en). Han har tidligere spillet som angriber for Stjarnan FC.
I august 2017 blev han alle tiders yngste debutant på Viborg FF's førstehold.

## Klubkarriere
Haurits begyndte at spille fodbold i Viborg-klubben Søndermarkens IK. Hans far er Jan Haurits, der spillede som angriber for Viborg FF, og i 1989 var med til at spille klubben op i 1. division.
Oliver Haurits skiftede senere til elitesamarbejdet FK Viborg hos Viborg FF. I mens han stadigvæk spillede på U/19 holdet, blev han 6. august 2017, som 16-årig, alle tiders yngste debutant på Viborg FF's førstehold, da han i hjemmekampen på Viborg Stadion mod Esbjerg fB efter 60. minutter afløste Danilo Arrieta. Nogle dage efter var han i startopstillingen i udekampen mod Silkeborg KFUM i DBU Pokalen, hvor Oliver Thychosen afløste ham efter 80. minutter.
Da Viborg FF og Haurits ikke kunne blive enige om en kontraktforlængelse, forlod han i sommeren 2018 klubben ved kontraktudløb, hvilket blev bekendtgjort den 18. april 2018. Han blev her sat i forbindelse med et skifte til Silkeborg IF, men det blev ikke bekræftet fra Haurits' side.

### Silkeborg IF
Den 23. april 2018 offentliggjorde Silkeborg IF, at klubben havde skrevet under på en kontrakt med Haurits. Han skrev under på en toårig kontrakt gældende fra sommeren 2018.
Han fik sin debut for førsteholdet i 1. division den 12. august 2018 i det 79. minut i stedet for Jeppe Okkels i et 0-3-nederlag hjemme til HB Køge. Han nåede herefter at spille fem kampe (alle som indskifter) over de efterfølgende to måneder, inden han den 7. oktober 2018 blev skadet hjemme mod Lyngby Boldklub. Han havde brækket foden, hvorfor han var ukampdygtig resten af efteråret 2018.

## Landsholdskarriere
I 2016 spillede Oliver Haurits tre landskampe for Danmarks U/16-fodboldlandshold.